# 24th Regiment of Light Dragoons (1794–1802)

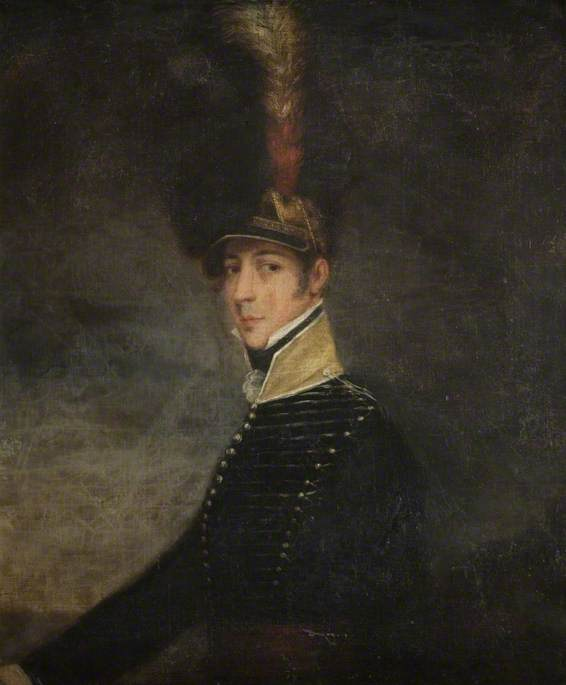
Offizier des 24th Regiment of (Light) Dragoons

Das 24th Regiment of (Light) Dragoons war ein Kavallerieregiment der britischen Armee, das von 1794 bis 1802 bestand.

## Geschichte
Während der Ersten Koalitionskriegs wurde das Regiment am 20. März 1794 von Lieutenant-General William Loftus (1752–1831) aufgestellt, der als Colonel des Regiments fungierte. Das Motto des Regiment lautete Death or Glory (deutsch Tod oder Ruhm).
Das Regiment trat in Netley Camp bei Southampton zusammen und wurde zunächst in Dorset stationiert. Im Mai 1795 wurde das Regiment nach Irland verlegt und war dort vorwiegend in Armagh stationiert. Es wurde dort zur Niederschlagung von Unruhen, insbesondere der Irischen Rebellion von 1798, eingesetzt. Eine 1798 befürchtete französischen Invasion zur Unterstützung der Rebellen, zu deren Abwehr sich das Regiment in Bereitschaft hielt, wurde schließlich im Oktober 1798 in der Seeschlacht bei Tory Island bereits auf See zurückgeschlagen.
Nach Ende des Zweiten Koalitionskrieges durch den Frieden von Amiens wurde das Regiment 1802 aufgelöst. General William Loftus wurde daraufhin am 14. August zum Colonel des 27th Regiment of (Light) Dragoons ernannt, das 1803 zum 24th Regiment umnummeriert wurde.